# Campeonato Mundial de Atletismo em Pista Coberta de 2012 - 1500 m masculino

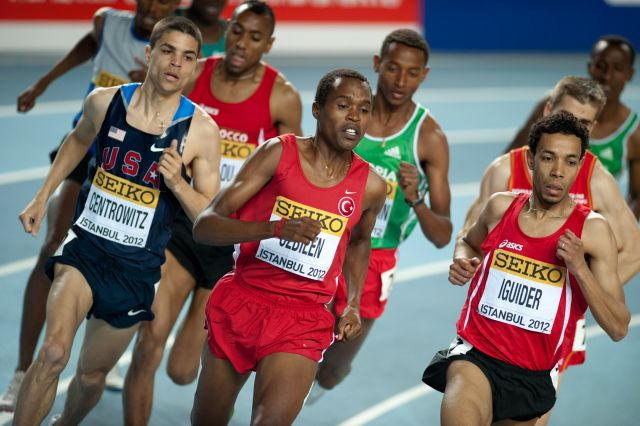
Imagem dos corredores correndo na pista coberta de 1500 metros.

A prova dos 1500 metros masculino do Campeonato Mundial de Atletismo em Pista Coberta de 2012 foi disputada entre 9 e 10 de março na Ataköy Athletics Arena em Istambul, Turquia.

## Recordes
Antes desta competição, os recordes mundiais e do campeonato nesta prova eram os seguintes:
|    | Nome               | Nacionalidade | Tempo     | Local     | Data                   |
| -- | ------------------ | ------------- | --------- | --------- | ---------------------- |
| WR | Hicham El Guerrouj | Marrocos      | 3m 31s 18 | Estugarda | 2 de fevereiro de 1997 |
| CR | Haile Gebrselassie | Etiópia       | 3m 33s 77 | Maebashi  | 7 de março de 1999     |

## Medalhistas
| Ouro                    | Prata                     | Bronze                     |
| Abdalaati Iguider (MAR) | Ilham Tanui Özbilen (TUR) | Mekonnen Gebremedhin (ETH) |

## Cronograma
| Data        | Hora  | Evento  |
| ----------- | ----- | ------- |
| 9 de março  | 12:55 | Bateria |
| 10 de março | 19:00 | Final   |

## Resultados

### Bateria
Qualificação: 3 atletas de cada bateria  (Q) mais os  3 melhores qualificados (q).
| Colocação | Bateria | Atleta                | Nacionalidade  | Tempo   | Notas     |
| --------- | ------- | --------------------- | -------------- | ------- | --------- |
| 1         | 2       | Abdalaati Iguider     | Marrocos       | 3:38.41 | Q         |
| 2         | 2       | Mekonnen Gebremedhin  | Etiópia        | 3:39.16 | Q         |
| 3         | 2       | Ayanleh Souleiman     | Djibuti        | 3:39.51 | NR, Q     |
| 4         | 2       | Matthew Centrowitz    | Estados Unidos | 3:39.54 | q         |
| 5         | 2       | Silas Kiplagat        | Quênia         | 3:39.59 | q         |
| 6         | 2       | Francisco Javier Abad | Espanha        | 3:40.55 | q         |
| 7         | 1       | İlham Tanui Özbilen   | Turquia        | 3:41.93 | Q         |
| 8         | 1       | Aman Wetiye           | Etiópia        | 3:42.24 | Q         |
| 9         | 1       | Amine Laâlou          | Marrocos       | 3:42.36 | Q         |
| 10        | 1       | Bethwell Birgen       | Quênia         | 3:42.72 |           |
| 11        | 2       | Jegor Nikołajew       | Rússia         | 3:43.33 |           |
| 12        | 1       | Galen Rupp            | Estados Unidos | 3:43.39 | PB        |
| 13        | 1       | David Bustos          | Espanha        | 3:43.66 |           |
| 14        | 1       | Gregory Beugnet       | França         | 3:44.20 |           |
| 15        | 1       | Ołeksandr Borysiuk    | Ucrânia        | 3:44.28 |           |
| 16        | 1       | Lewis Moses           | Reino Unido    | 3:45.04 |           |
| DSQ       | 2       | Mohammed Shaween      | Arábia Saudita | 3:45.12 | NR Doping |
| 17        | 2       | Kemal Koyuncu         | Turquia        | 3:45.33 | SB        |
| 18        | 2       | Ryan Foster           | Austrália      | 3:46.26 | PB        |
| 19        | 2       | James Brewer          | Reino Unido    | 3:47.58 |           |
| 20        | 1       | Mohamad Al-Garni      | Catar          | 3:47.63 |           |
| 21        | 1       | Ciaran O'Lionaird     | Irlanda        | 3:50.12 | PB        |
| 22        | 1       | Abdallahi Cheikh      | Mauritânia     | 4:47.24 | PB        |

### Final
A final ocorreu dia 10 de março. 
| Colocação         | Atleta                | Nacionalidade  | Tempo   | Notas |
| ----------------- | --------------------- | -------------- | ------- | ----- |
| Medalha de ouro   | Abdalaati Iguider     | Marrocos       | 3:45.21 |       |
| Medalha de prata  | İlham Tanui Özbilen   | Turquia        | 3:45.35 |       |
| Medalha de bronze | Mekonnen Gebremedhin  | Etiópia        | 3:45.90 |       |
| 4                 | Aman Wote             | Etiópia        | 3:47.02 |       |
| 5                 | Ayanleh Souleiman     | Djibuti        | 3:47.35 |       |
| 6                 | Silas Kiplagat        | Quênia         | 3:47.42 |       |
| 7                 | Matthew Centrowitz    | Estados Unidos | 3:47.42 |       |
| 8                 | Francisco Javier Abad | Espanha        | 3:48.14 |       |
| 9                 | Amine Laâlou          | Marrocos       | 3:49.14 |       |

Legenda
| Recorde mundial       | Recorde mundial (World record)               |                       | Recorde africano                      | Recorde africano (African) |                                           | Q | Classificado por posição (Qualified) |
| Recorde do campeonato | Recorde do campeonato (Championship record)  | Recorde da América    | Recorde da América (Americas)         | q                          | Classificado por melhor tempo (Qualified) |   |                                      |
| Melhor marca do ano   | Melhor marca do ano (World leading)          | Recorde asiático      | Recorde asiático (Asian)              | DNS                        | Não largou (Did not start)                |   |                                      |
| Recorde nacional      | Recorde nacional (National record)           | Recorde europeu       | Recorde europeu (European)            | DNF                        | Não terminou (Did not finish)             |   |                                      |
| Recorde pessoal       | Recorde pessoal do atleta (Personal best)    | Recorde da Oceania    | Recorde da Oceania (Oceania)          | DSQ / DQ                   | Desclassificado (Disqualified)            |   |                                      |
| Recorde da temporada  | Recorde da temporada do atleta (Season best) | Recorde sul-americano | Recorde sul-americano (South America) | NM                         | Sem marca (No mark)                       |   |                                      |